# Mã nguồn

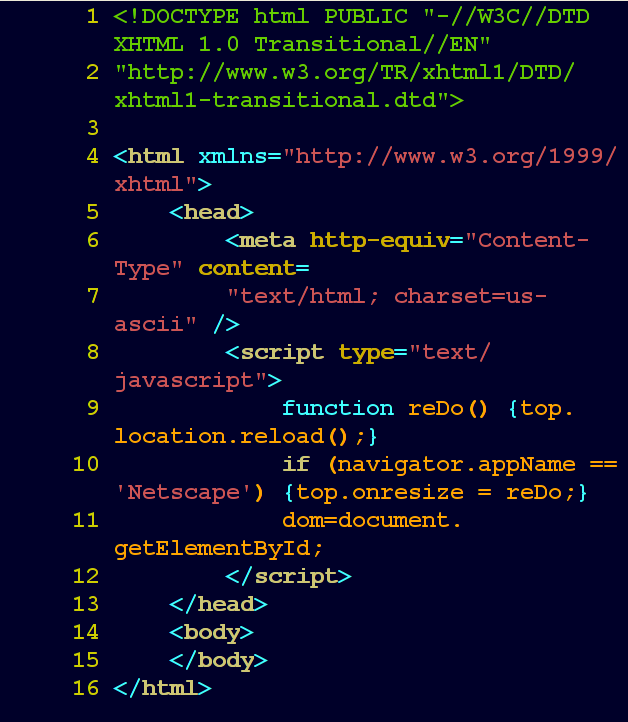
Mã nguồn của một tài liệu XHTML có JavaScript, với cú pháp được tô màu. Công cụ tô màu cú pháp (syntax highlighting) dùng màu sắc để giúp lập trình viên thấy nhiệm vụ của các phần mã nguồn.

Mã nguồn (tiếng Anh: source code) được hiểu trong tin học là một dãy các câu lệnh được viết bằng một ngôn ngữ lập trình. Mã nguồn thường được lưu trong một hoặc một vài tập tin văn bản hoặc có thể được in trong sách. Thuật ngữ này thường được dùng trong ngữ cảnh của một phần mềm máy tính. Mã nguồn của một chương trình máy tính là một tập các tệp có thể chuyển đổi được từ dạng con người có thể đọc sang dạng máy có thể thực hiện.
Mã nguồn được dịch sang dạng tệp mã máy tương ứng với một kiến trúc máy tính cụ thể bởi một trình biên dịch, hoặc được thực thi thẳng với sự trợ giúp của một trình thông dịch.